# Przewlekłe perlakowe zapalenie ucha środkowego

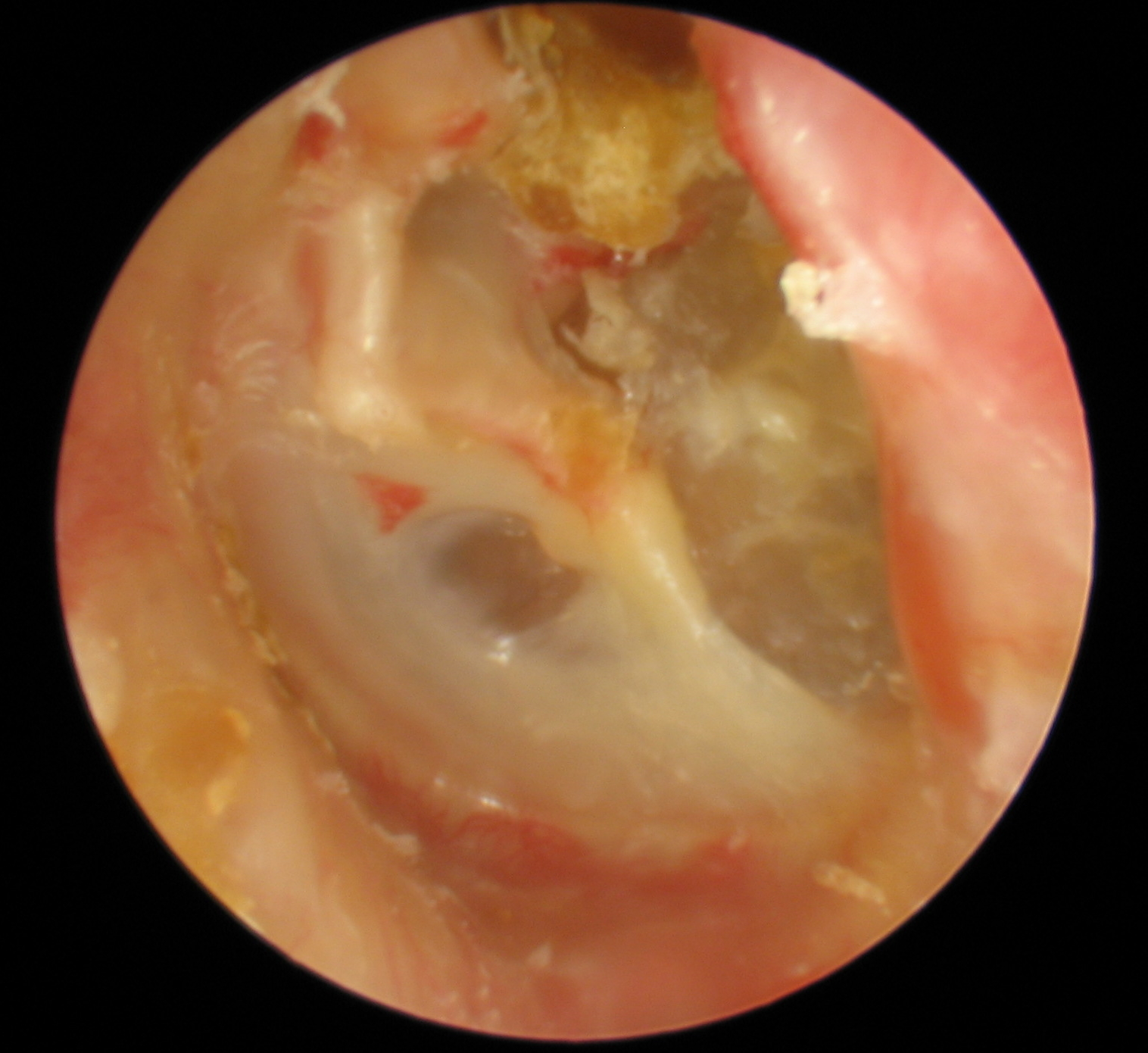
Przewlekłe perlakowe zapalenie ucha środkowego.

Przewlekłe perlakowe zapalenie ucha środkowego (łac. otitis media chronica cholesteatomatosa) – jest jedną z form przewlekłego procesu zapalnego toczącego się w uchu środkowym. Cechą charakterystyczną tej formy przewlekłego zapalenia ucha jest tworzenie zapalnego guzopodobnego tworu zwanego perlakiem oraz niszczenie kości z dużą skłonnością rozwoju powikłań.

## Objawy
Perlakowe zapalenie ucha może występować w każdym wieku, także w wieku dziecięcym. Przewlekłe zapalenie ucha środkowego z perlakiem ma zwykle cięższy przebieg. Perlaki rozwijające się u dzieci mają zwykle większą zdolność proliferacyjną oraz większą tendencję do nawrotów, a także do tworzenia powikłań. Niekiedy może rozwijać się ono skrycie nie dając objawów klinicznych.
Podobnie jak w innych formach przewlekłego zapalenia ucha także tutaj występuje:
- perforacja błony bębenkowej – w zapaleniu przewlekłym z perlakiem perforacja błony jest zawsze brzeżna i obejmuje pierścień włóknisty błony bębenkowej. Może ona występować w części wiotkiej (błona Schrapnela), jeżeli perlak jest pierwotny lub w części napiętej błony bębenkowej w przypadku perlaka wtórnego
- niedosłuch, który początkowo ma charakter przewodzeniowy, a w przypadku penetracji perlaka w kierunku ucha wewnętrznego i jamy czaszki, na skutek niszczenia kości niedosłuch ma charakter mieszany. Niedosłuch może być szczególnie nasilony w przypadku perlaków wtórnych, które rozwijając się w środkowej części jamy bębenkowej (mezotympanalnie) niszczą łańcuch kosteczek słuchowych. Najszybciej ulega zniszczeniu odnoga długa kowadełka
- wyciek z ucha – może być on stały lub okresowy. Obecność perlaka w jamie bębenkowej stanowi bardzo dobre podłoże dla rozwoju bakterii, stąd cechą charakterystyczną wycieku w przypadku perlakowego zapalenia ucha jest nieprzyjemny zapach – otorrhoea foetida, jest on najczęściej ropny

Ponadto w przypadku ekspansji perlaka i osteolizy kości występować może:
- objaw przetokowy oraz efekt Tullio

Dalsza ekspansja perlaka grozi powikłaniami wewnątrzskroniowymi oraz wewnątrzczaszkowymi. W tym przypadku mogą pojawić się następujące objawy niepokojące:
- narastający ból ucha
- pojawienie się gorączki
- pojawienie się wycieku z ucha
- niedowład nerwu twarzowego
- bóle głowy
- dreszcze
- zawroty głowy
- oczopląs
- objawy oponowe

## Rozpoznanie i diagnostyka
Opiera się na badaniu otoskopowym, które powinno być przeprowadzone szczególnie dokładnie przy pomocy lupy usznej Siegla lub mikroskopu usznego (mikrootoskopia), gdyż niekiedy niewielka perforacja w części wiotkiej błony bębenkowej może pozostać niezauważona. Niezbędnym podczas badania otoskopowego jest ssak, którym dokładnie powinno się oczyścić zalegającą wydzielinę zapalną, która często przysłania wgląd w dalszą część przewodu słuchowego zewnętrznego. Perforacja może być też przysłonięta przez zaschniętą wydzielinę ropną lub przez polip. Obecność polipa w badaniu otoskopowym zawsze powinna nasuwać podejrzenie perlaka, gdyż perlak obecny w uchu środkowym stymuluje wyściółkę jamy bębenkowej do odczynowej reakcji zapalnej z tworzeniem bogato unaczynionej ziarniny oraz bujania i tworzenia zmian rozrostowych w postaci polipów usznych.

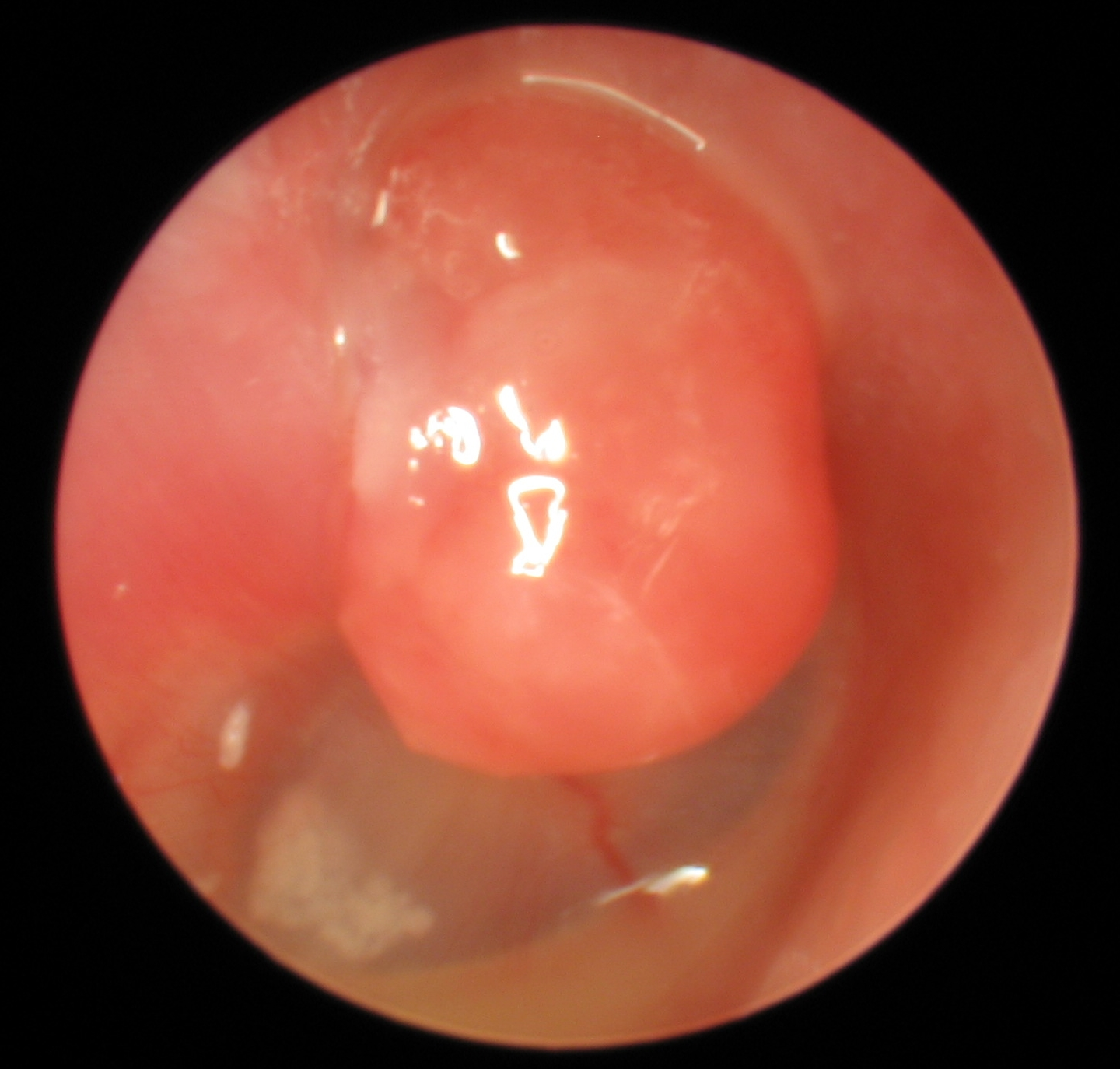
Polip bujającej ziarniny w przebiegu przewlekłego perlakowego zapalenia ucha środkowego, obraz otoskopowy

Często więc spotykane podczas badania otoskopowego polipy uszne nazywane są polipami sygnalnymi. Dlatego po usunięciu polipa usznego powinno przeprowadzić się dalszą diagnostykę w celu potwierdzenia lub wykluczenia perlaka. Niekiedy masy perlaka mogą przebijać się do przewodu słuchowego zewnętrznego, czasami są także one widoczne przez dużą perforacje błony bębenkowej w jamie bębenkowej. Masy perlaka mogą także czopować perforacje błony.
W diagnostyce przewlekłego zapalenia ucha środkowego z perlakiem należy uwzględnić badania obrazowe TK kości skroniowych o wysokiej rozdzielczości (TK HR), badanie słuchu (audiometria tonalna). W przypadku obecności wycieku z ucha należy pobrać wymaz na badanie bakteriologiczne. Ponadto w przypadku podejrzenia rozwoju powikłań usznopochodnych wskazana jest także konsultacja neurologiczna.

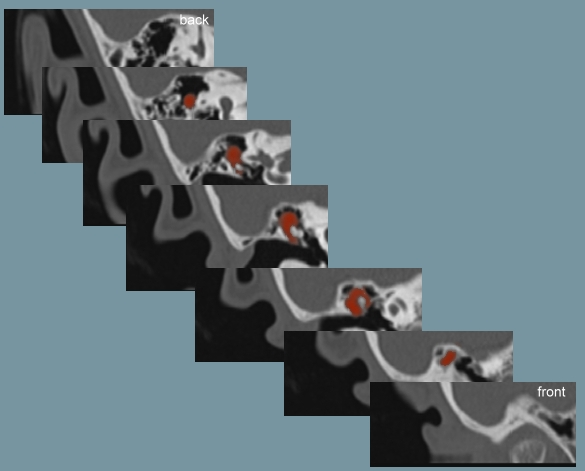
Obraz przewlekłego perlakowego zapalenia ucha środkowego w TK kości skroniowych wysokiej rozdzielczości

## Leczenie
Leczenie przewlekłego perlakowego zapalenia ucha jest zawsze operacyjne a odraczanie operacji jest błędem. Najczęściej wykonywanym zabiegiem jest operacja radykalna zmodyfikowana ucha. W przypadku rozwoju powikłań wewnątrzczaszkowych lub głuchego ucha objętego procesem zapalnym wykonuje się operację radykalną ucha. Niekiedy w przypadku dużej ekspansji perlaka wskazane jest wykonanie petrosektomii. Ponadto w przypadku wycieku z ucha w przypadku braku rozwijających się powikłań usznopochodnych należy najpierw ucho wyleczyć z zaostrzenia stanu zapalnego (likwidacja wycieku), a następnie ucho zoperować. Leczenie wycieku polega zwykle na systematycznych opatrunkach usznych wykonywanych pod mikroskopem z odsysaniem wydzieliny i stosowaniem antybiotyków do ucha. Niekiedy stosuje się także antybiotyki doustnie. Po wykonanym zabiegu operacyjnym należy także podawać choremu antybiotyki drogą dożylną (najczęściej cefalosporyny III generacji z metronidazolem).

## Rokowanie
Rokowanie w przypadku perlakowego zapalenia ucha jest zawsze niepewne. Należy mieć świadomość, że ten typ zapalenia ucha może często prowadzić do rozwoju ciężkich i zagrażających życiu chorego powikłań usznopochodnych. Ponadto zdarza się, że perlaki mają tendencję do nawrotów. Chory po operacji perlakowego zapalenia ucha środkowego powinien długi czas być pod stałą kontrolą otolaryngologa